# コールドスリープが登場する作品一覧
コールドスリープが登場する作品一覧は、作中にコールドスリープ（和製英語：cold sleep）が登場する作品の一覧である。
コールドスリープは、過去の登場人物を未来へ連れていく手段や星間宇宙航行を支援する手段として、無数の作品で使用されている。登場人物たちは主要な目的が何であれ、時間が経過した別の世界に対処しなければならない。場合によっては、登場人物はコールドスリープ中に社会から失われたスキルや能力を持っていると描写され、新時代の英雄的な人物として機能することがある。
コールドスリープは和製英語であり、英語では「Suspended animation」などといった用語が使われる。「Suspended animation」は文字通り動きを止めるといった意味であり、日本においてコールドスリープと呼ばれる手段以外のものも含む。例として魔法による停止や、対象の時空間を極度に遅延または完全に停止する停滞フィールドなどがある。本項目ではそれらも広義のコールドスリープとして扱っている。

## メカニズム
停止と復活のメカニズムは大きく異なる。初期の物語では長い睡眠を誘発する魔法を使用する傾向があった。現代の物語では科学的なコールドスリープやクライオニクスとして描写しているが、科学的なメカニズムをすべて説明しているとは限らない。架空のコールドスリープ技術では、解凍後にすべての細胞が機能しており、復活するプロセスは非常に単純か、自然解凍で十分な場合もある。異なるパターンでは偶発的な事故に伴う凍結を特徴としており、それらしい理屈で登場人物がどのように凍結を生き延びたかを説明している。

## 歴史

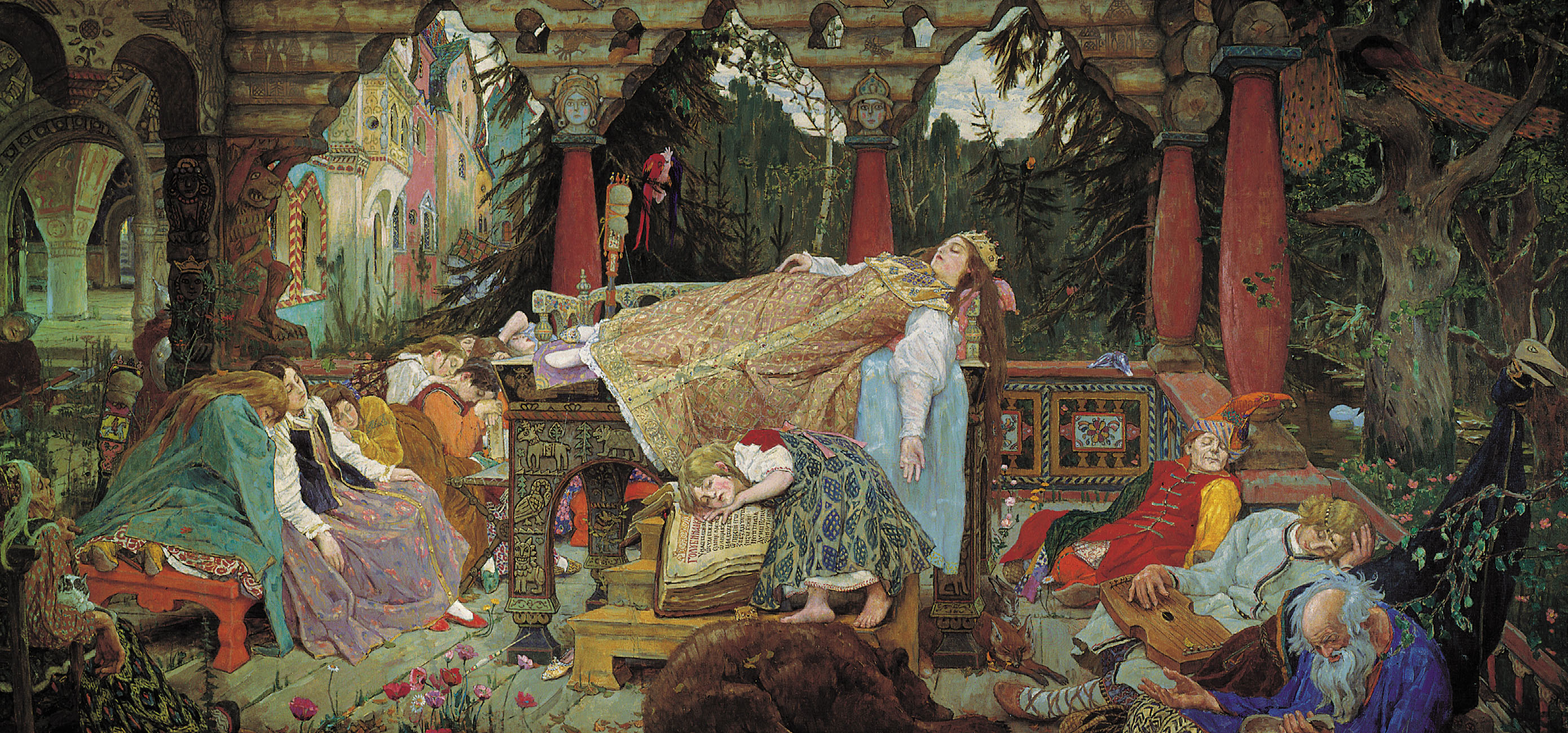
城の中が100年間にわたり止まっている眠れる森の美女の描写 (by Viktor Mikhailovich Vasnetsov).

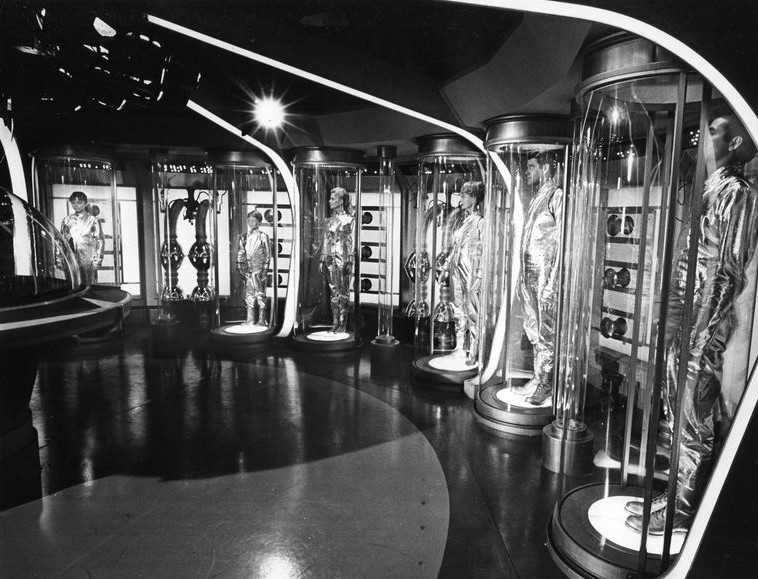
1965年のロビンソンファミリーの写真

コールドスリープのような現象や展開は世界中の神話や民話に存在する。中でも『山で眠る王』と呼ばれる物語の多くでしばしば発生する。これは、過去の時代の王や英雄が山中など人里離れた場所で今も眠り続けていることが信じられているという、物語の類型である。王や英雄は何らかの偉大なものに対処するために戻ってくるまで、眠り続けているというものである。例を挙げれば、アヴァロンで今も眠り続けているというアーサー王や、日本では高野山奥の院の霊廟で今も禅定を続けている真言宗の開祖空海などがある。
童話『眠れる森の美女』では、王女は邪悪な魔法使いによる呪いで100年間眠り、王子のキスによって目を覚ます。
シェイクスピアのいくつかの物語（『ロミオとジュリエット』など）では、死と区別がつかないほどの仮死状態を誘引する薬剤が登場する。
アメリカの物語における初期の例として、ワシントン・アーヴィングによる1819年の短編小説『リップ・ヴァン・ウィンクル』が挙げられる。物語の舞台はアメリカ独立戦争の数年前。キャッツキル山脈の森に迷い込んだイギリス人の主人公は森の中で不思議な男たちと出会い、共に酒を飲み交わしてそのまま眠ってしまう。主人公は20年間も眠り続け、目覚めて現在の米国の町に戻るが、友人たちは年老いて妻は亡くなっており、故郷と国が完全に変わったことに気付く。この物語は眠り続けている間に社会が大きく変貌していたという物語の、典型である。同様の物語に、日本の『浦島太郎』、中国の『爛柯』、アイルランドの『オシーン』などがある。

### 現代
19世紀にはいくつかの短編が書かれている。エドガー・アラン・ポーの短編『ミイラとの論争』（1845年）、リディア・マリア・チャイルドの短編『Hilda Silfverling, A Fantasy』（1845年）、エドワード・ベラミーの『かえりみれば』（1899年）、ジャック・ロンドンの短編『A Thousand Deaths』（1899年）などがある。
20世紀にはウラジーミル・マヤコフスキーの『The Bedbug』（1928年）、H・P・ラヴクラフトの『冷気』（1928年）、エドガー・ライス・バローズの短編「The Resurrection of Jimber-Jaw」（1937年）などが書かれた。

## コールドスリープを扱った作品の一覧

### 小説
『2001年宇宙の旅』
『2061年宇宙の旅』
『機動戦士ガンダムUC』

『新機動戦記ガンダムW Frozen Teardrop』
『スカーレット・ウィザード』
『天空の劫火』
テラフォーミングが終わるまで生存者たちはコールドスリープされる。
『天冥の標』
『どうでもいい 世界なんて』
『夏への扉』
『人類のあけぼの号』
主人公は事故により冷凍倉庫に閉じ込められ、未来世界で蘇る。
『モルフェウスの領域』
『要塞シリーズ』
「PM組」と呼ばれる兵士は製造後にいったん冷凍保存され、必要に応じて解凍の上各戦線に配属される。
『東方儚月抄 〜 Cage in Lunatic Runagate.』
水江浦嶋子こと浦島太郎をコールドスリープした。

### 映画
『アバター』
『インターステラー』
惑星間の移動時、滞在惑星での長期睡眠など。
『エイリアン』シリーズ
惑星間の移動時に使用。
『オースティン・パワーズ』
『さよならジュピター』
『猿の惑星』
『2001年宇宙の旅』
冷凍冬眠状態のハンター博士、カミンスキー博士、キンボール博士が登場するが、HAL9000によって生命維持装置を解除され、死亡してしまう。
『スター・ウォーズ エピソード5/帝国の逆襲』
ハン・ソロがカーボン凍結で冷凍冬眠状態になる。
『スリーパー』
1973年に冷凍冬眠されたマイルズ・モンローが2173年に目覚め、優生人種上位体制の社会でレジスタンス活動に巻き込まれていく。
『13日の金曜日 ジェイソンX』
殺人鬼ジェイソン・ボーヒーズが約400年以上も冷凍された末、復活する。
『スター・トレック イントゥ・ダークネス』
『デモリションマン』
冷凍睡眠状態で収監された主人公と凶悪犯が平和な管理社会となった近未来で解凍され、戦いを繰り広げる。
『バットマン&ロビン Mr.フリーズの逆襲』
『バニラ・スカイ』
『フォーエヴァー・ヤング 時を超えた告白』
『パッセンジャー』
移住先の惑星に着くまで120年間冬眠カプセルで過ごす筈が、30年目で主人公だけが起きてしまう。
『キャプテン・アメリカ/ウィンター・ソルジャー』
バッキー・バーンズがウィンター・ソルジャーの任務外では冷凍睡眠されていたという設定。
『シビル・ウォー/キャプテン・アメリカ』
洗脳の解除方法発見までの間、バッキー・バーンズが冷凍睡眠される。ウィンター・ソルジャー数体がジモの管理下で冷凍睡眠状態に置かれている。
『夏への扉 -キミのいる未来へ-』

### 漫画
「君は春に目を覚ます」
『はるかなる朝』
高度な文明を有するアトランティス人が現代までコールドスリープしていたが、それを守る一人の男がいた。星野之宣の1975年デビュー作
『Dr.STONE』
致命傷を負い瀕死状態となった獅子王司の延命のため、コールドスリープが行われた。
『いばらの王』
『彼方のアストラ』
『美しい男』
『うる星やつら』
クラマが優秀な子孫を残すべく異星に赴き、禁欲的な色男と巡り合うまでコールドスリープしていた。
『エクゾスカル 零』
役目を終えた戦士たちがコールドスリープさせられる。
『エリア88』
『カンビュセスの籤』
終末戦争により徹底的に破壊され尽くした地球で、生き残った人々は外宇宙よりの来訪者を待ち続けて、冷凍保存により眠り続ける
『岸和田博士の科学的愛情』
主人公の助手は11年間コールドスリープの実験台にされていた。
『機動戦士Vガンダム外伝』
『キン肉マンII世』
前作『キン肉マン』の主人公・キン肉スグルの世話係アレキサンドリア・ミートが、スグルの息子のキン肉万太郎に仕えるために自身を冷凍保存していた。
『ゴルゴ13』
第295話「未来への遺産」は冷凍保存ビジネスをテーマにしている。

『終末のハーレム』
難病に罹患した主人公が治療のためにコールドスリープに入るが、5年後に完治して目覚めると世界は新種のウイルスによって男性の99.9%が死滅していた。
『7SEEDS』
『ダークウィスパー』
主人公は海底に沈んでいたアメリカ海軍艦艇でコールドスリープされていたところを発見される。
『タフなんだもん!』
登場人物たちが原始時代へ迷い込み、現代に戻る手段として使われた。また、コールドスリープさせることができる銃も登場した。
『超人ロック』
『鉄コミュニケイション』
5体のロボットが文明崩壊後の地球でコールドスリープさせられていた主人公を発見する。
『ゼロセン』
主人公が戦争中の砲撃による雪崩で60年以上冷凍保存された状態から蘇生する。
『トライガン』
『2001夜物語』
『HAL』
第13話「冷凍睡眠技術」はコールドスリープをテーマにしている。
『火の鳥 』
『ふぐマン』
末期癌で余命いくばくのない女性のために主人公がコールドスリープを提案し、本人の希望によって実行される。
『ふたば君チェンジ♡』
10歳で博士号を取った物理教師が10年のコールドスリープを経て登場する。
『三獲関係』
冬山で遭難したヒロインがコールドスリープ状態となっていた。
『とっても少年探検隊』
校庭に出現したピラミッドには古代の王女が眠りに付いていた。
『BROTHERS』
サイボーグ化されたアドルフ・ヒトラーとエバ・ブラウンがUボート内でコールドスリープしていた。
『ブラック・ジャック』

『闇のパープル・アイ』
第1部の主人公が敵方に捕らわれ、15年もの間コールドスリープされる。
『YAIBA』
月の女帝が老化を抑制するためにコールドスリープを使う。
『リュウの道』
『老年期の終り』
『脱獄ドクターいのち屋エンマ』
主人公の妹が難病によりコールドスリープ。

### テレビドラマ
『おじいちゃんは25歳』
主人公が雪山で遭難してから46年後、事故当時の25歳の状態で発見される。
『宇宙家族ロビンソン』
『怪奇大作戦』
第13話「氷の死刑台」でコールドスリープの実験台に誘われた平凡な会社員が、実験の失敗によってあらゆる物を凍らせる冷凍人間になってしまう。
『彼女が成仏できない理由』
『SFドラマ 猿の軍団』
地震によってコールドスリープ装置へ閉じ込められた主人公たちが、猿によって支配される未来で目覚める。
『時空戦士スピルバン』
冷凍睡眠中に成長する。
『新スタートレック』
『新ナイトライダー2000』
舞台となるシアトル市では犯罪者の服役がコールドスリープとなっている。
『秘密情報部トーチウッド』

### アニメ
『ヴァンドレッド』
主人公や登場人物の1人は太陽系から銀河の辺境へコールドスリープで送り出された。
『F-ZEROファルコン伝説』
『カウボーイビバップ』
『かってにシロクマ』（OVA版）
『機甲界ガリアン』
主人公の母が宿敵にコールドスリープさせられて壁に飾られる。
『装甲騎兵ボトムズ 赫奕たる異端』
『機動戦士ガンダムΖΖ』
『∀ガンダム』
ヒロインの1人である「月の女王」ディアナは周期的な冷凍睡眠で長期政権を担っている。
『機動武闘伝Gガンダム』
主人公の父が永久冷凍刑でコールドスリープさせられている。
『機動戦士ガンダム00』
『機動戦士ガンダムAGE』
『銀河探査2100年 ボーダープラネット』
『クラッシャージョウ』
『タイムボカン』
第36話『未来はヒヒの国だペッチャ』。ゲストが未来へ行くためにコールドスリープをするが一人だけ失敗し、代わりにタイムマシン（ドタバッタン）で後を追う。
『電脳都市OEDO808』
『光と水のダフネ -DAPHNE IN THE BRILLIANT BLUE-』
主人公は100年前に海底都市から兄共々脱出させられてコールドスリープで生き残るが、目覚めた時には記憶喪失になっていた。
『ピーピングライフ』
ヲタクくんが異星に移住するためにコールドスリープを使用する。
『氷河戦士ガイスラッガー』
『BLUE GENDER』
『無人惑星サヴァイヴ』
遺跡でコールドスリープしていた異星人の少年が主人公に発見される。
『MEGAZONE23 III』
地球首脳陣の最後の1人であり都市宇宙船のトップアイドルのモデルとなった少女が、コールドスリープから目覚める。
『LILY-C.A.T.』

### ゲーム
『Ever17 -the out of infinity-』
治療法の見つからない病気にかかった登場人物がコールドスリープされる。
『OverBlood』
『極限脱出ADV 善人シボウデス』
作中ではセルアライブシステム冷凍によるものだと説明される。
『さよらなエトランジュ』
医療の進歩を待つ目的でコールドスリープが登場する。
『スナッチャー』
『鉄拳』
『エネミー・ゼロ』
『スプラトゥーン』
登場キャラクターであるネコのジャッジくんは、かつての人類滅亡の際、飼い主であった“博士”に不死の薬を飲まされて永遠の命を得るとともに1万年間コールドスリープされ、人類と哺乳類が滅亡して海洋生物が地上に進出した地球で目覚めた、という設定。
『スプラトゥーン3』
人類滅亡前、荒れ果てた地球を見限った人類が生き残った動物たちをコールドスリープし、宇宙船に乗せて旅立たせたことが、1人用オフラインモード「ヒーローモード」内にて記述されている。
『ソニックアドベンチャー2』
登場キャラクターのシャドウ・ザ・ヘッジホッグが50年間コールドスリープ状態になっていた。
『グローランサーIV』
『グローランサーVI』
『テイルズ オブ リバース』
PSP版の特典DVD内で主人公がコールドスリープする。
『HALO』シリーズ
『タイムシークレット』
タイムマシンが壊れて1980年代に飛ばされた主人公がコールドスリープで元の時代（2552年）へ脱出する。
『時の継承者 ファンタシースターIII』
1000年間コールドスリープしていた少女が登場する。
『NOVA -ノ・ヴァ- 魅入られた肢体』
主人公が宇宙船内でハイパースリープから目覚めるも記憶喪失という状態から物語が始まる。
『パワードール』
解凍する施設を強襲するミッションがある。
『パワプロクンポケット』シリーズ
主人公がコールドスリープをするENDがある。このシリーズではタイムマシンは過去へしか行けず、戻るにはコールドスリープが必須。
『バイオハザード CODE:Veronica』
アレクシア・アシュフォードが自身の肉体とT-Veronicaウイルスを適合させる手段としてコールドスリープを使用した。
『ファイナルファンタジーVIII』
主人公たちが宇宙に行く際、マスドライバーでコールドスリープ状態で射出される。
『ファンタシースターオンライン2』
EP3からEP4の間の期間（ストーリー上での2年間）、主人公が自身の体内のダーカー因子の浄化のためにコールドスリープに入る。
『Princess Holiday 〜転がるりんご亭千夜一夜〜』
地球への航行時にハイバネーション。
『Fallout 4』
ゲーム冒頭で主人公一家が地下シェルターVault 111にてコールドスリープし、210年後に解凍される。
『Portal 2』
前作『Portal』でコールドスリープ状態となった主人公が、今作の舞台である3千万年後に覚醒する。
『ポリスノーツ』
『密室のサクリファイス』
あるイベントで主人公たちがコールドスリープを強いられる。
『ライブ・ア・ライブ』
『レーシングラグーン』
『レミニセンス』
登場キャラクターの一部は150年近くコールドスリープ状態になっていた。
『ロックマンゼロ4』
『ROBOTICS;NOTES』
『ワイルドアームズ ザ フィフスヴァンガード』
『戦姫絶唱シンフォギアXD UNLIMITED』
『テイルズ オブ アライズ』

### PV
『WILD/Dr.』
安室奈美恵自身がコールドスリープ状態の設定で登場する。